# Borgeous
Borgeous, właśc. John Borger (ur. 18 maja 1978 w Miami) – amerykański DJ i producent muzyczny.

## Single
- 2013: "Tsunami" (DVBBS & Borgeous)
- 2013: "Stampede" (Dimitri Vegas & Like Mike vs. DVBBS & Borgeous)
- 2013: "Invincible"
- 2014: "Celebration"
- 2014: "Wildfire"
- 2014: "Beast" (Thomas Gold & Borgeous)
- 2014: "Breathe"
- 2014: "Break The House" (Borgeous & Tony Junior)
- 2014: "Tutankhamun" (Borgeous, Dzeko & Torres)
- 2015: "This Could Be Love" (Borgeous & Shaun Frank feat. Delaney Jane)
- 2015: "They Don't Know Us"
- 2015: "Big Bang (2015 Life In Color Anthem)" (Borgeous, David Solano) [Dostępne 13 kwietnia na DOORN]